# Велика Слевиця
Велика Слевиця (словен. Velika Slevica) — поселення в общині Велике Лаще, Осреднєсловенський регіон, Словенія. 
Висота над рівнем моря: 610,9 м.